# Syncollesis bellista
Syncollesis bellista är en fjärilsart som beskrevs av Bethune-Baker 1913. Syncollesis bellista ingår i släktet Syncollesis och familjen mätare. Inga underarter finns listade i Catalogue of Life.